# 5. Screen Actors Guild-gála
A 5. Screen Actors Guild-gála az 1998-as év legjobb filmes és televíziós alakításait értékelte. A díjátadót 1999. március 7-én tartották a Los Angeles-i Shrine Auditoriumban. A ceremóniát a TNT televízióadó közvetítette élőben, a jelöltek listáját pedig 1999. január 26-án jelentette be Salma Hayek és David Hyde Pierce.

## Győztesek és jelöltek

### Film
| Legjobb férfi főszereplő | Legjobb női főszereplő |
| --- | --- |
| - Roberto Benigni – Az élet szép (Guido Orefice) - Joseph Fiennes – Szerelmes Shakespeare (William Shakespeare) - Tom Hanks – Ryan közlegény megmentése (John H. Miller) - Ian McKellen – Érzelmek tengerében (James Whale) - Nick Nolte – Kisvárosi gyilkosság (Wade Whitehouse) | - Gwyneth Paltrow – Szerelmes Shakespeare (Viola de Lesseps) - Cate Blanchett – Elizabeth (I. Erzsébet angol királynő) - Jane Horrocks – Little Voice (LV) - Meryl Streep – Életem értelme (Kate Gulden) - Emily Watson – Hilary és Jackie (Jacqueline du Pré)       |
| Legjobb férfi mellékszereplő | Legjobb női mellékszereplő |
| - Robert Duvall – Zavaros vizeken (Jerome Facher) - James Coburn – Kisvárosi gyilkosság (Glen Whitehouse) - David Kelly – Lottózsonglőrök (Michael O'Sullivan) - Geoffrey Rush – Szerelmes Shakespeare (Philip Henslowe) - Billy Bob Thornton – Szimpla ügy (Jacob Mitchell) | - Kathy Bates – A nemzet színe-java (Libby Holden) - Brenda Blethyn – Little Voice (Mari Hoff) - Judi Dench – Szerelmes Shakespeare (I. Erzsébet angol királynő) - Rachel Griffiths – Hilary és Jackie (Hilary du Pré) - Lynn Redgrave – Érzelmek tengerében (Hanna) |
| Legjobb szereplőgárda (mozifilm) | |
| - Szerelmes Shakespeare – Ben Affleck, Simon Callow, Jim Carter, Martin Clunes, Judi Dench, Joseph Fiennes, Daniel Brocklebank, Colin Firth, Gwyneth Paltrow, Geoffrey Rush, Antony Sher, Imelda Staunton - Az élet szép – Roberto Benigni, Nicoletta Braschi, Horst Buchholz, Sergio Bustric, Giorgio Cantarini, Amerigo Fontani, Giuliana Lojodice, Marisa Paredes - Little Voice – Annette Badland, Brenda Blethyn, Jim Broadbent, Michael Caine, Jane Horrocks, Philip Jackson, Ewan McGregor - Ryan közlegény megmentése – Edward Burns, Matt Damon, Jeremy Davies, Vin Diesel, Adam Goldberg, Tom Hanks, Barry Pepper, Giovanni Ribisi, Tom Sizemore - Lottózsonglőrök – Ian Bannen, Fionnula Flanagan, David Kelly, Susan Lynch, James Nesbitt | |

### Televízió
| Legjobb színész (minisorozat vagy tévéfilm) | Legjobb színésznő (minisorozat vagy tévéfilm) |
| --- | --- |
| - Christopher Reeve – Hátsó ablak (Jason Kemp) - Charles S. Dutton – A becsület kötelez (Charles Williams) - James Garner – A jog vadorzói (Norman Keane) - Ben Kingsley – Sweeney Todd (Sweeney Todd) - Ray Liotta – Sztárok egy csapatban (Frank Sinatra) - Stanley Tucci – Winchell (Walter Winchell) | - Angelina Jolie – Kifutó a semmibe (Gia Carangi) - Ann-Margret – A Pamela Harriman történet (Pamela Harriman) - Stockard Channing – Egy gyermek kálváriája (Rachel Luckman) - Olympia Dukakis – More Tales of the City (Mrs. Anna Madrigal) - Mary Steenburgen – About Sarah (Sarah Elizabeth McCaffrey) |
| Legjobb színész (drámasorozat) | Legjobb színésznő (drámasorozat) |
| - Sam Waterston – Esküdt ellenségek (Jack McCoy) - Anthony Edwards – Vészhelyzet (Mark Greene) - David Duchovny – X-akták (Fox Mulder) - Dennis Franz – New York rendőrei (Andy Sipowicz) - Jimmy Smits – New York rendőrei (Bobby Simone) | - Julianna Margulies – Vészhelyzet (Carol Hathaway) - Gillian Anderson – X-akták (Dana Scully) - Kim Delaney – New York rendőrei (Diane Russell) - Christine Lahti – Chicago Hope Kórház (Kathryn Austin) - Annie Potts – Sírig tartó barátság (Mary Elizabeth "M.E." O'Brien Sims)                       |
| Legjobb színész (vígjátéksorozat) | Legjobb színésznő (vígjátéksorozat) |
| - Michael J. Fox – Kerge város (Mike Flaherty) - Jason Alexander – Seinfeld (George Costanza) - Kelsey Grammer – Frasier – A dumagép (Frasier Crane) - Peter MacNicol – Ally McBeal (John Cage) - David Hyde Pierce – Frasier – A dumagép (Niles Crane) | - Tracey Ullman – Tracey Takes On... (Chic ) - Calista Flockhart – Ally McBeal (Ally McBeal) - Lisa Kudrow – Jóbarátok (Phoebe Buffay) - Julia Louis-Dreyfus – Seinfeld (Elaine Benes) - Amy Pietz – Caroline New Yorkban (Annie Spadaro)                                                                 |
| Legjobb szereplőgárda (drámasorozat) | |
| - Vészhelyzet – George Clooney, Anthony Edwards, Laura Innes, Alex Kingston, Eriq La Salle, Julianna Margulies, Kellie Martin, Paul McCrane, Gloria Reuben, Noah Wyle - Esküdt ellenségek – Benjamin Bratt, Angie Harmon, Steven Hill, Jesse L. Martin, Carey Lowell, Jerry Orbach, Sam Waterston - New York rendőrei – Gordon Clapp, Kim Delaney, Dennis Franz, Sharon Lawrence, James McDaniel, Jimmy Smits, Andrea Thompson, Nicholas Turturro - Ügyvédek – Michael Badalucco, Lara Flynn Boyle, Lisa Gay Hamilton, Steve Harris, Camryn Manheim, Dylan McDermott, Marla Sokoloff, Kelli Williams - X-akták – Gillian Anderson, William B. Davis, David Duchovny, Chris Owens, James Pickens Jr., Mitch Pileggi | |
| Legjobb szereplőgárda (vígjátéksorozat) | |
| - Ally McBeal – Gil Bellows, Lisa Nicole Carson, Portia de Rossi, Calista Flockhart, Greg Germann, Jane Krakowski, Lucy Liu, Peter MacNicol, Vonda Shepard, Courtney Thorne-Smith - Űrbalekok – Jane Curtin, Joseph Gordon-Levitt, Kristen Johnston, Simbi Khali, Wayne Knight, John Lithgow, French Stewart, Elmarie Wendel - Szeretünk Raymond – Peter Boyle, Brad Garrett, Patricia Heaton, Doris Roberts, Ray Romano, Madylin Sweeten - Frasier – A dumagép – Peri Gilpin, Kelsey Grammer, Jane Leeves, John Mahoney, David Hyde Pierce - Jóbarátok – Jennifer Aniston, Courteney Cox, Lisa Kudrow, Matt LeBlanc, Matthew Perry, David Schwimmer                                                               | |

### Screen Actors Guild-életműdíj
- Kirk Douglas

## In Memoriam
A gála "in memoriam" szegmense az alábbi, 1998-ban elhunyt személyekről emlékezett meg:
- Robert Allen
- Gene Autry
- Binnie Barnes
- Lloyd Bridges
- Dane Clark
- Iron Eyes Cody
- Danny Dayton
- John Derek
- Alice Faye
- Norman Fell
- Douglas Fowley
- Mary Frann
- Huntz Hall
- Phil Hartman
- Hurd Hatfield
- Irene Hervey
- Josephine Hutchinson
- Leonid Kinskey
- Phil Leeds
- Shari Lewis
- Joseph Maher
- E. G. Marshall
- Daniel Massey
- Ferdy Mayne
- Roddy McDowall
- Theresa Merritt
- Jeanette Nolan
- Maidie Norman
- Dick O'Neill
- Leo Penn
- Maureen O'Sullivan
- Roy Rogers
- Esther Rolle
- Frank Sinatra
- Susan Strasberg
- Don Taylor
- Michelle Thomas
- Bobby Troup
- J. T. Walsh
- O. Z. Whitehead
- Flip Wilson
- Robert Young
- Michael Zaslow

## Fordítás
- Ez a szócikk részben vagy egészben  a(z)   5th Screen Actors Guild Awards című angol Wikipédia-szócikk fordításán alapul.  Az eredeti cikk szerkesztőit annak laptörténete sorolja fel. Ez a jelzés csupán a megfogalmazás eredetét és a szerzői jogokat jelzi, nem szolgál a cikkben szereplő információk forrásmegjelöléseként.